# ドゥクトー県
ドゥクトー県（ドゥクトーけん、ベトナム語：Huyện Đức Thọ / 縣德壽? ）は、ベトナム社会主義共和国ハティン省の県。

## 行政区画
1市鎮15社を管轄する。